# Extra EA-500
Extra EA-500 je šestsedežno enomotorno turbopropelersko letalo nemškega proizvajalca Extra Flugzeugbau. EA-500 je zasnovan na podlagi Extra EA-400, glavna razlika so turbopropelerski motor in boljše sposobnosti.

## Specifikacije (Extra EA-500)
Podatki iz 
Splošne značilnosti
- Posadka: 1
- Število sedežev: 5 potnikov ali 730 kg (1.609 lb) tovora
- Dolžina: 10,1 m (33 ft 2 in)
- Razpon kril: 11,7 m (38 ft 5 in)
- Višina: 3,4 m (11 ft 2 in)
- Teža praznega letala: 1.420 kg (3.131 lb)
- Bruto teža: 2.000 kg (4.409 lb)
- Maks. vzletna teža: 2.130 kg (4.696 lb)
- Pogon letala: 1 × Rolls-Royce Model 250-B17F/2 turboprop, 340 kW (450 shp)

Zmogljivost
- Maks. hitrost: 435 km/h; 270 mph (235 kn)
- Potovalna hitrost: 419 km/h; 260 mph (226 kn) vozlov na višini 3.658 m (12.001 ft)
- Hitrost pri porušitvi vzgona: 111 km/h; 69 mph (60 kn) vozlov
- Neprekoračljiva hitrost: 387 km/h; 241 mph (209 kn)
- Doseg: 2.963 km (1.841 mi; 1.600 nmi)
- Trajanje leta: 4,9 ur polno naložen
- Višina leta: 7.620 m (25.000 ft)
- Hitrost vzpenjanja: 6,78 m/s (1.335 ft/min) at MTOW-ISA